# Svenska Bergsmannaföreningen
Svenska Bergsmannaföreningen, SBF, är en intresse- och kamratförening för yrkesverksamma inom bergsvetenskap i Sverige. SBF grundades 1941 som Yngre Bergsingenjörers förening av några yngre bergsingenjörer i samverkan med Kongliga Bergssektionen på KTH. I Yngre Bergsingenjörers förening var man välkommen i 10 år efter examen. Föreningen bytte 1955, när de flesta varit med i 10 år, stadgar och namn till Svenska Bergsmannaföreningen med indelning i kretsar.
Yrkestiteln Bergsingenjör SBF är en skyddad yrkestitel som kan erhållas efter ansökan till föreningens styrelse.